# قتل غرينغو (فلم)
أعثر على غرينغو أو أقتل غرينغو (بالإنجليزية: Kill the Gringo or Get the Gringo) هو فيلم حركة تم إنتاجه في الولايات المتحدة وصدر في سنة 2012. الفيلم من كتابة ميل غيبسون. من بطولة ميل غيبسون.

## القصة
بعد اعتقال جرينجو من قبل السلطات المكسيكية ووضعه في السجن، يحاول جرينجو التكيف مع وضعه الجديد ويحاول الهرب أكثر من مره ولكنه يفشل، إلى ان يجد طفل بعمر 9 سنوات يساعده على ذلك .

## الميزانية والإيرادات
حقق أرباحا تقدر بـ 5,793,167 دولار.

## وصلات خارجية
- مقالات تستعمل روابط فنية بلا صلة مع ويكي بيانات